# Marktoberdorf
Marktoberdorf (före år 1898 Oberdorf) är en stad i Landkreis Ostallgäu i Regierungsbezirk Schwaben i förbundslandet Bayern i Tyskland med cirka 19 000 invånare.